# Schronisko PTTK „Pod Łabskim Szczytem”

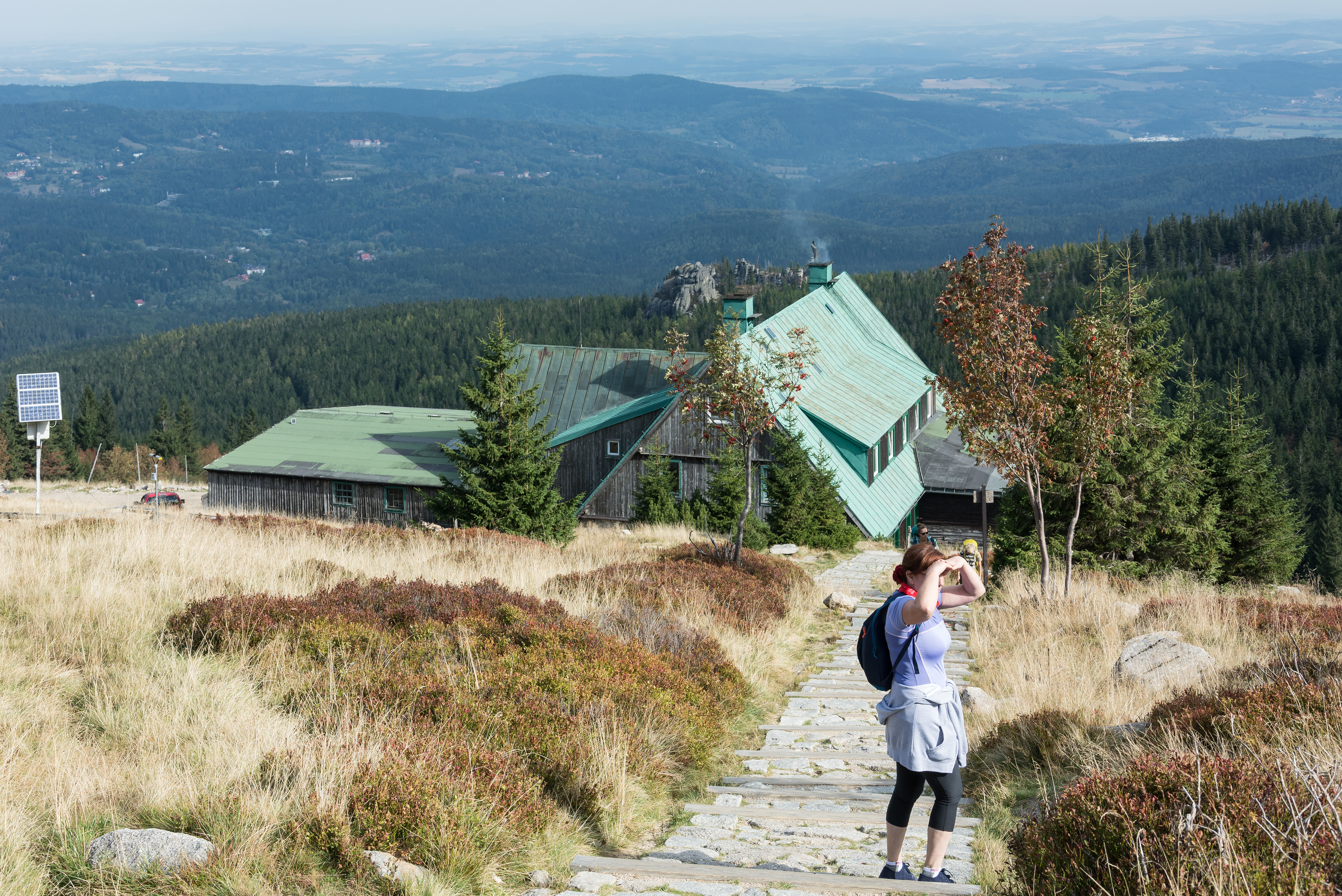
Schronisko od południa

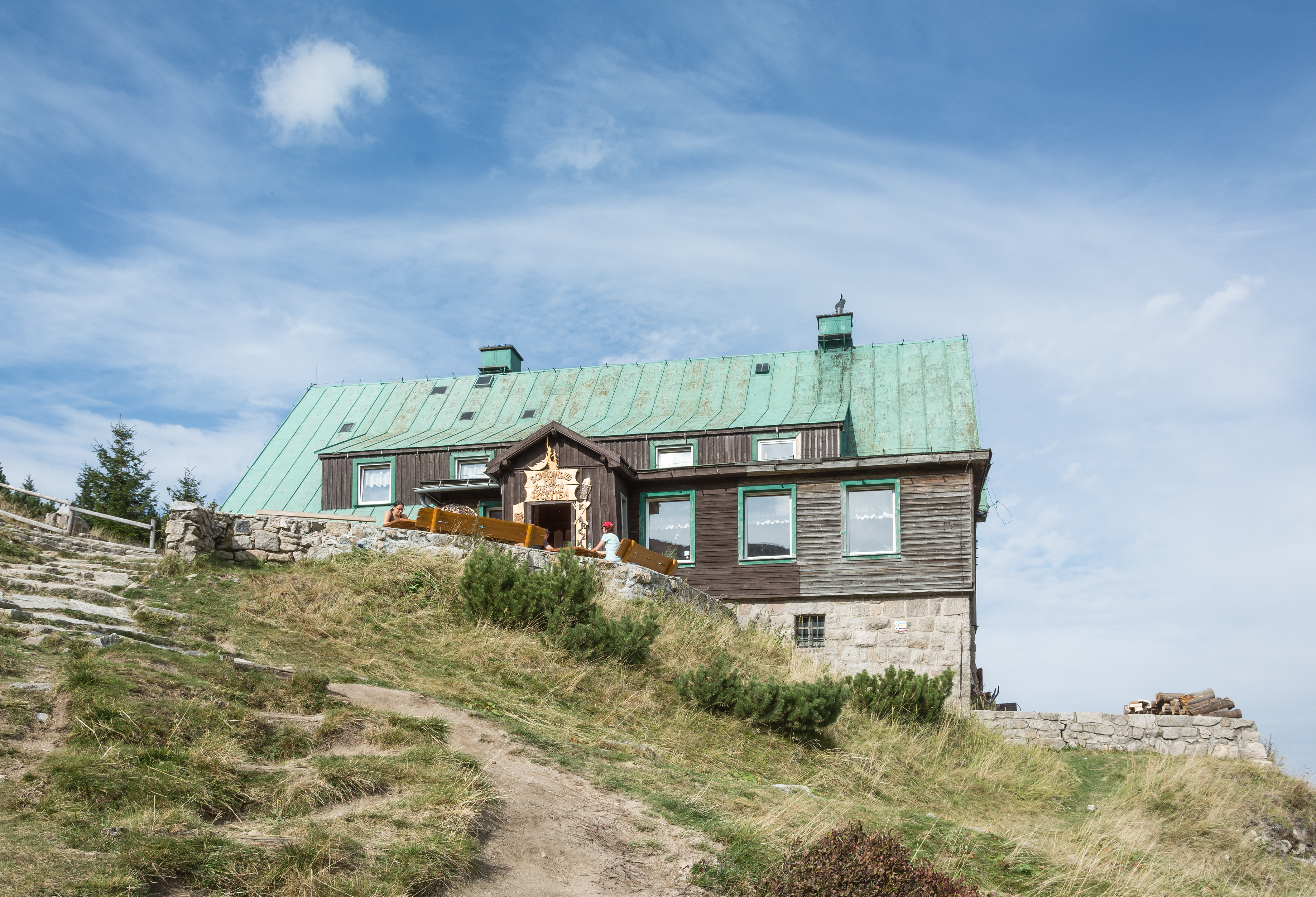
Schronisko od wschodu

Schronisko PTTK „Pod Łabskim Szczytem” (niem. Alte Schlesische Baude) – schronisko górskie w Karkonoszach w woj. dolnośląskim na terenie Karkonoskiego Parku Narodowego. Najbliższe miasto to Szklarska Poręba.
Schronisko rozlokowane jest na hali pod Łabskim Szczytem na krawędzi Łabskiego Kotła i na wysokości 1168 m n.p.m. Teren porasta bogata roślinność, między innymi kosodrzewina, jarzębina, borówka czernica, wrzos. Z rzadkich roślin alpejskich: ciemiężyca zielona. Dzięki obfitości roślin żyje tu wiele gatunków owadów.

## Historia
Schronisko należy do najstarszych w Karkonoszach, powstało w czasie wojny 30-letniej (1618–1648) jako jedna z pierwszych bud pasterskich (lub leśniczówki), dającym jednocześnie schronienie wędrowcom, a w czasie epidemii, która wówczas wybuchła, buda strzegła Czeskiej Ścieżki.
Wraz ze wzrostem zainteresowania górami i rozwojem turystyki w Karkonoszach stare budy pasterskie zaczęły zmieniać swój wygląd, stając się schroniskami górskimi. W okolicy schroniska jeszcze na przełomie XVIII i XIX wieku wypasano zwierzęta.
Najstarszy rysunek przedstawia schronisko w 1780 – była to prosta budowla ze stromym dachem, o konstrukcji zrębowej. Początkowo nazywano ją Eliasch Baude (Budą Eliasza) lub Jesaiasch Baude (Budą Jesaiasza), od właściciela Jesaiasza Siegela, następnie Schlesische Baude (Śląską Budą), a po 1787 Alte Schlesische Baude (Starą Śląską Budą) i ta nazwa się utrzymała. Do 1848 było w rękach rodziny Hallmannów, w 1888 przeszło w ręce rodziny Erlebachów i w tym roku dobudowano do niego werandę.
W tym okresie był to budynek o konstrukcji zrębowej, z naczółkowym dachem krytym gontem. Całość miała wygląd charakterystyczny dla architektury sudeckiej.
W 1897 niedaleko powstało schronisko nad Śnieżnymi Kotłami i w tym okresie wybudowano też drogę łączącą oba obiekty. W 1901 Alte Schlesische Baude przejął Franz Maiwald, który nadał jej rangę gospody (Gasthaus). W 1909 zaczął działać telefon, a powyżej schroniska powstał nowy budynek z wieloma miejscami noclegowymi. W 1912 uruchomiono nową sieć wodociągową, która zastąpiła starą, drewnianą.
W grudniu 1915 wybuchł pożar i strawił budynek – zdołano uratować tylko zwierzęta oraz kilka sprzętów domowych. Nowa, prowizoryczna buda, która stanęła na fundamentach starej, była skromna (był to okres I wojny światowej). W 1925 wprowadzono oświetlenie elektryczne, w miejsce gazowego (niedaleko schroniska zamontowano turbinę). W 1938 wybudowano kolejny obiekt noclegowy, który poprawił jakość i liczbę noclegów.
Po II wojnie światowej przejęło je PTTK – w 1966 dysponowało 70 miejscami dla turystów.
W 2009 schronisko zajęło czwarte miejsce w rankingu schronisk górskich ogłoszonym przez magazyn n.p.m.. Dwa lata później, w II edycji rankingu z sierpnia 2011 zajęło miejsce piąte.

## Wyposażenie obiektu
- 39 miejsc noclegowych w pokojach od 1 do 6-osobowych,
- bufet z kominkiem
- w pobliżu wyciąg narciarski

## Szlaki turystyczne
- Ścieżka nad Reglami: Przełęcz Karkonoska – Rozdroże pod Wielkim Szyszakiem - dno Śnieżnych Kotłów - schronisko - (Mokra Droga) na Szrenicę
- – (Czeska Ścieżka) zejście do wodospadu Szklarki
- Szklarska Poręba - schronisko – droga nad Śnieżnymi Kotłami
- do Jagniątkowa lub Michałowic
- na Rozdroże pod Wielkim Szyszakiem[4]